# Karel Statečný
Karel Statečný (6. července 1870 Myslkovice u Soběslavi – 12. srpna 1927 Praha) byl český římskokatolický reformistický kněz, teolog, první profesor (ad personam) za CČS na Husově československé evangelické fakultě bohoslovecké v Praze.

## Život
Po gymnazijních a teologických studiích byl v roce 1894 vysvěcen na kněze v Českých Budějovicích, kde nejdříve působil jako kaplan a po získání doktorátu teologie na Univerzitě Karlově v Praze (1900) se stal profesorem morálky a křesťanské filozofie v tamním diecézním kněžském semináři. Zahraniční studia (Řím, Freiburg im Breisgau, 1905), nadání, pracovitost i morální autorita přispěly k jeho značnému vědeckému věhlasu. Názorově měl velmi blízko k tehdejšímu svobodomyslnému modernistickému hnutí. Tato okolnost zřejmě přispěla k tomu, že nebylo schváleno jeho jmenování profesorem na teologickou fakultu Karlovy univerzity v roce 1907. Do jeho života tragicky zasáhla první světová válka, které se zúčastnil jako vojenský duchovní a z níž se po třech letech vrátil s doživotně podlomeným zdravím.
Po jejím skončení a vzniku prvního samostatného československého státu se jeho postoje radikalizovaly, od roku 1921 byl v kontaktu s ThDr. Karlem Farským a v roce 1923 vstoupil do Církve československé. Působil jako učitel etiky bohoslovců CČS (1924); v témže roce sňatek s Marií, roz. Smolíkovou. 28. října 1925 byl již jako docent prezidentem republiky T. G. Masarykem jmenován prvním mimořádným profesorem systematické teologie na Husově československé evangelické fakultě bohoslovecké za CČS. Zemřel dva měsíce po smrti prvního patriarchy CČS/H/ Karla Farského 12. srpna 1927.
Vedle významných pedagogických i vzdělávacích aktivit považuje současná CČSH za hlavní přínos prof. ThDr. Karla Statečného především jeho práci na přípravě, průběhu a výsledcích jejího I. řádného sněmu (1924), kde v zásadním referátu předneseném za naukový výbor mj. formuloval jako fundamentální program nově vzniklé církve „...dokončení české náboženské reformace...“, založený na zásadách personalistické (živý a osobní Bůh, nikoli filozofická představa) a biblické teologie.

## Dílo

### Knihy
- O Spencerově 'Nepoznatelném': kritický rozbor prvé kapitoly Spencerovy "Filosofie Souborné". Praha 1904
- Monismus. Praha 1923
- Reformní směry v soudobé filosofii náboženské a církev československá. Praha 1925
- Centrální otázky věrouky církve československé, in: Naše dílo. Praha 1927

### Studie
- Referát naukového výboru, in: Zpráva o I. řádném sněmu církve československé konaném ve dnech 29. – 30. srpna 1924 v Praze-Smíchově. Praha 1924, str. 33–48

### Stati, eseje a články
- Jako katolický teolog publikoval řadu filozofických studií v Časopisu katolického duchovenstva, v letech 1923–1927 v týdeníku CČS Český zápas.